# Gocta

Gocta vista desde Nogal Pucro

Gocta es un área de los andes amazónicos ubicada en el distrito de Valera de la provincia de Bongará en el departamento de Amazonas, Perú a 20 km de Chachapoyas. Es famosa por la cascada de La Chorrera, la tercera cascada más alta del mundo con 771 m, que fue recientemente bautizada Gocta por un grupo de exploradores quienes midieron su altura. En ella se encuentran los centros poblados de San Pablo, Cocahuayco, Cocachimba y La Coca.